# 민진홍
민진홍(한국 한자: 閔鎭泓, 1960년 3월 11일 ~ )은 대한민국의 전 축구 선수이며, 포지션은 공격수였다.
== 클럽 경력 == 민진홍
79년 새한자동차축구팀창단멤버
81년 대우축구단-춘계실업연맹전에서(우승)
대통령배축구대회에서(준우승)-전국체전(우승)
83년 프로축구대우로얄즈(준우승)
84년 프로축구럭키금성창단멤버
85년 프로축구유공코끼리입단
86년 수퍼리그축구와프로축구대회 36게임 전게임출전
86년 프로축구 K리그(감투상)수상
86년 수퍼리그프로축구700번째골(수상)
88년 발목과무릎부상으로 선수생활은퇴
센타포드와 미드필드 그리고 수비수까지 전 포지션을 소화한 멀티플레이어 선수